# BMW Turbo
Pour les articles homonymes, voir BMW et Turbo.
La BMW Turbo ou BMW Turbo X1 ou BMW Turbo Studie ou BMW E25 Turbo est une voiture de sport concept-car GT du constructeur automobile allemand BMW, produite à 2 exemplaires, et présentée au salon international de l'automobile de Genève 1972.

## Histoire
BMW profite du succès médiatique international des Jeux olympiques d'été de 1972 de Munich, pour inaugurer ses Tour BMW, et musée BMW, sur son site industriel historique BMW, voisin du parc olympique de Munich, et pour présenter ce concept car, en même temps que la création de sa branche sport BMW M.

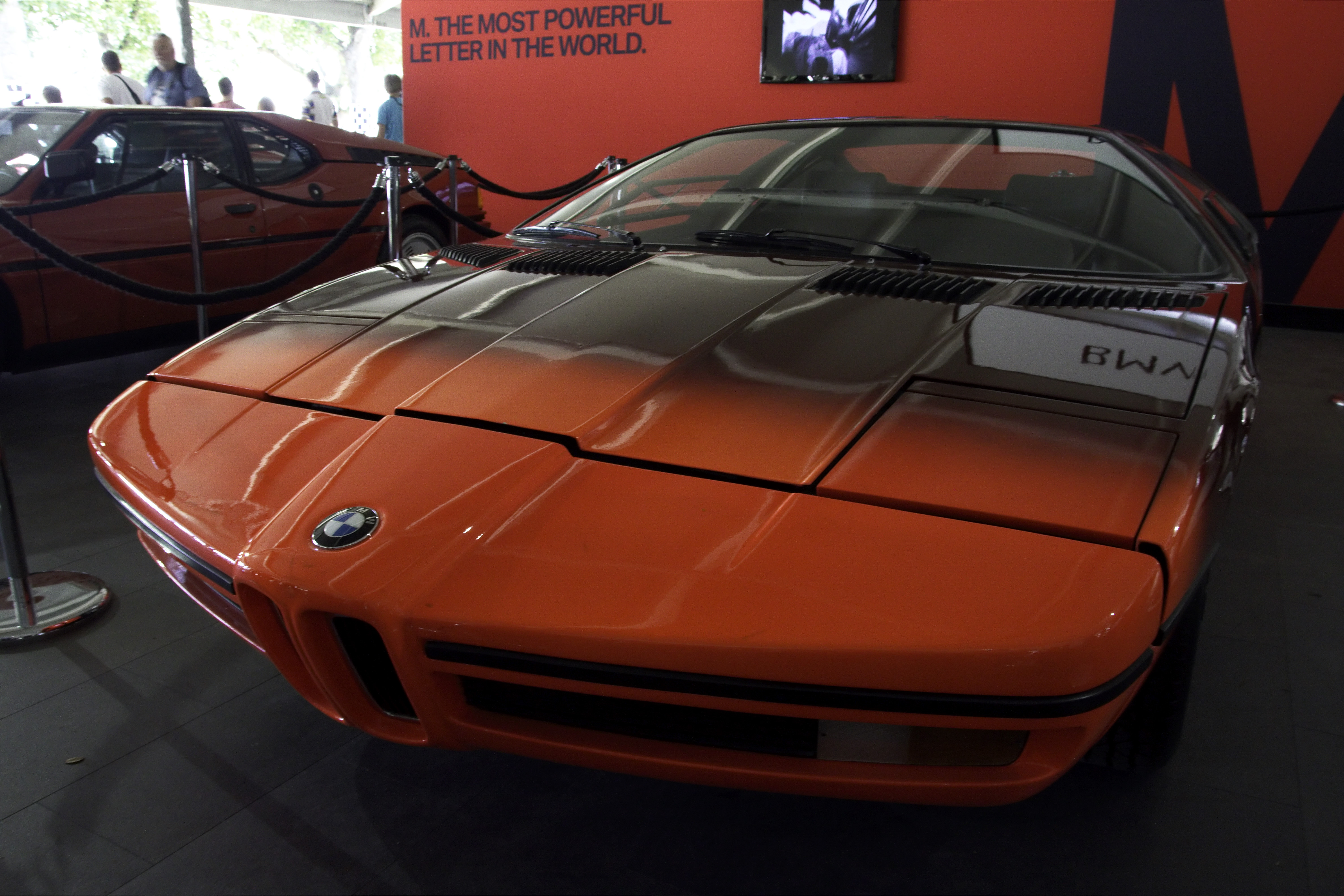
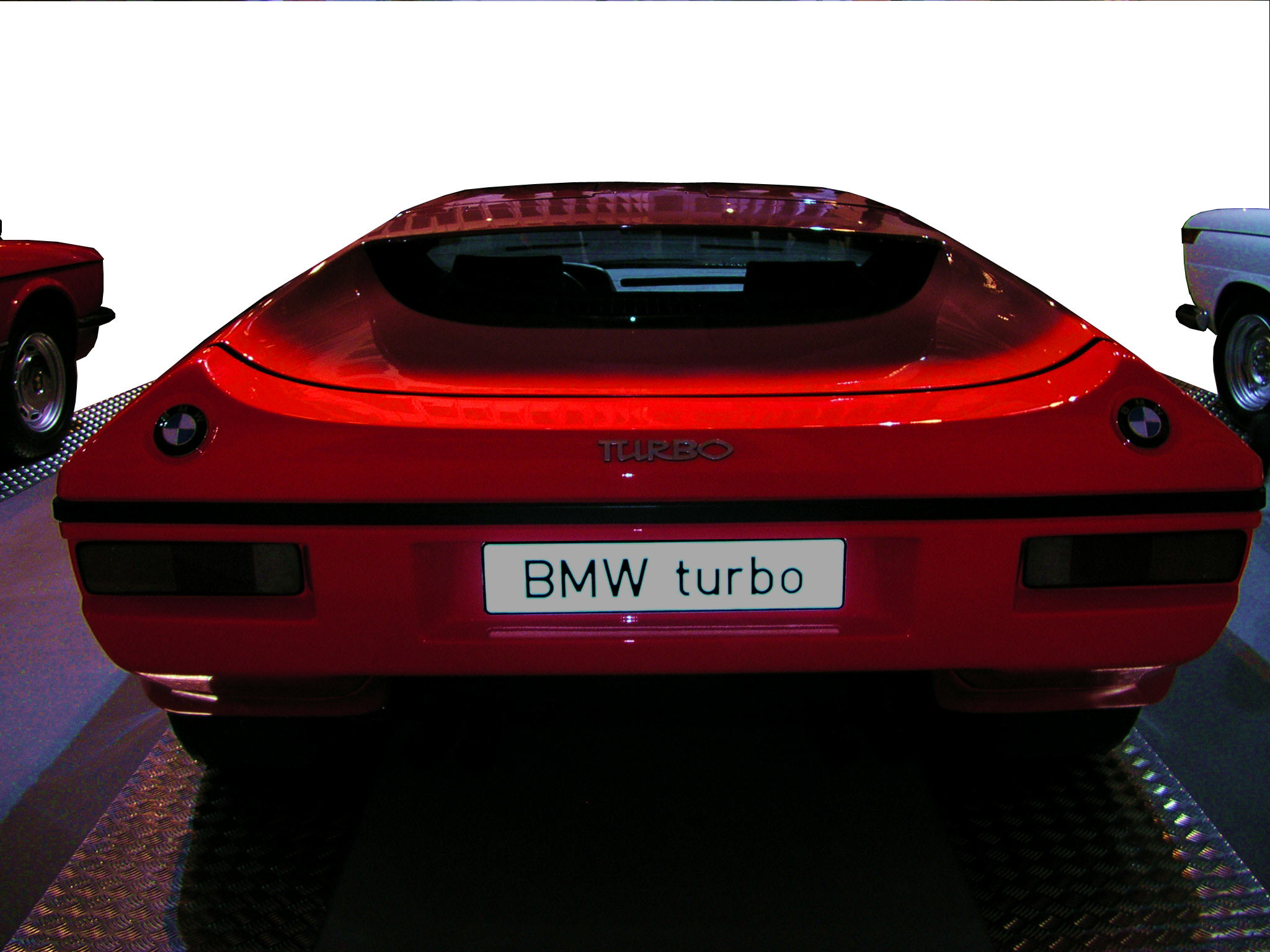

Ce concept-car BMW Turbo est conçu par le chef designer BMW Paul Bracq, avec châssis modifié de BMW 2002 (des séries BMW Neue Klasse et BMW Série 02), carrosserie en acier et polyester, roues arrière carénées pour améliorer l’aérodynamique, portes papillon, phares escamotables, et tableau de bord très futuriste pour l'époque...

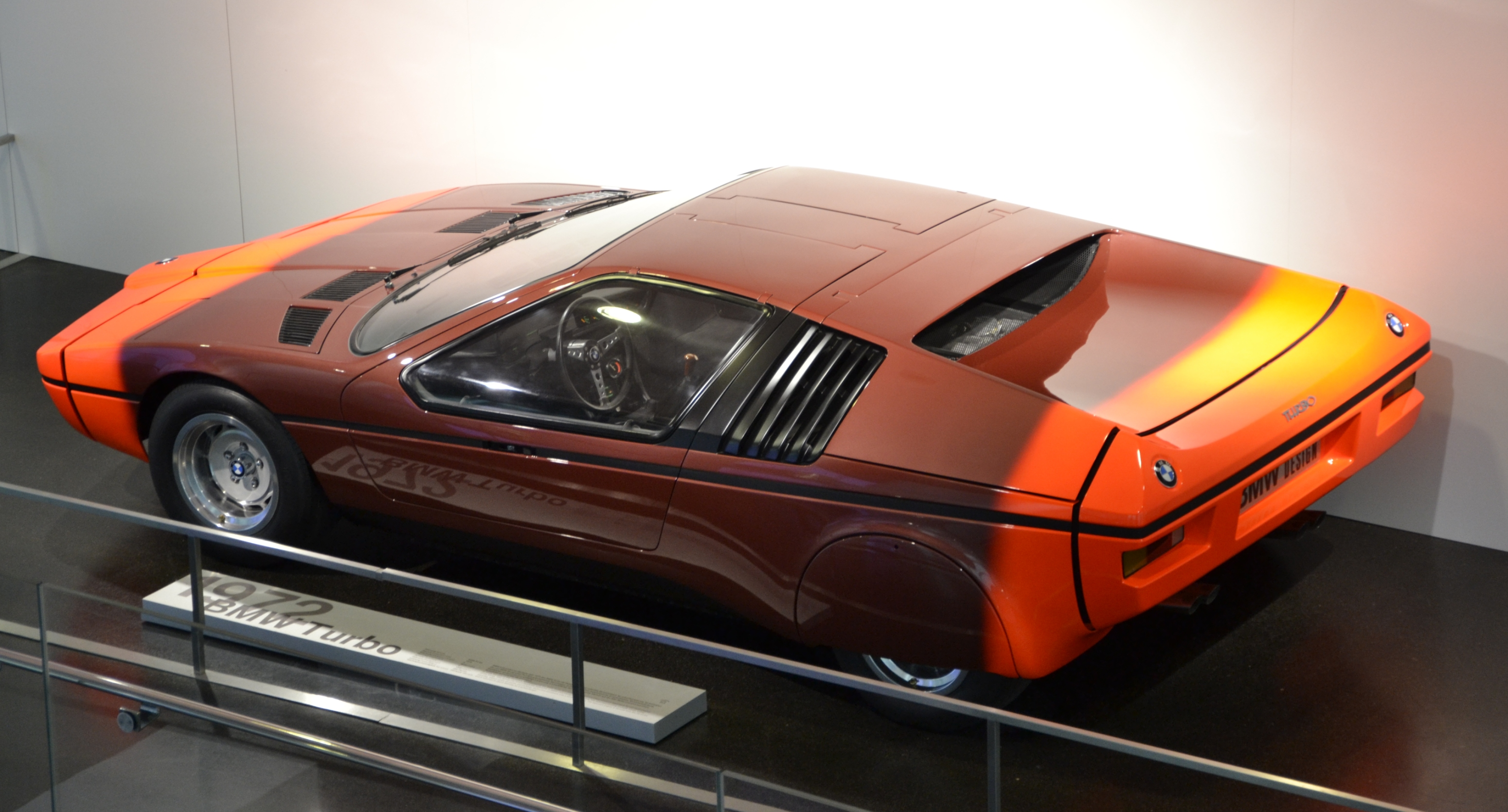

Elle est motorisée par un moteur BMW M10 4 cylindres en ligne 2 L Turbo de 280 ch de BMW 2002 (un des premiers turbo de série de BMW) pour 250 km/h de vitesse de pointe, et 0 à 100 km/h en 6,6 s.

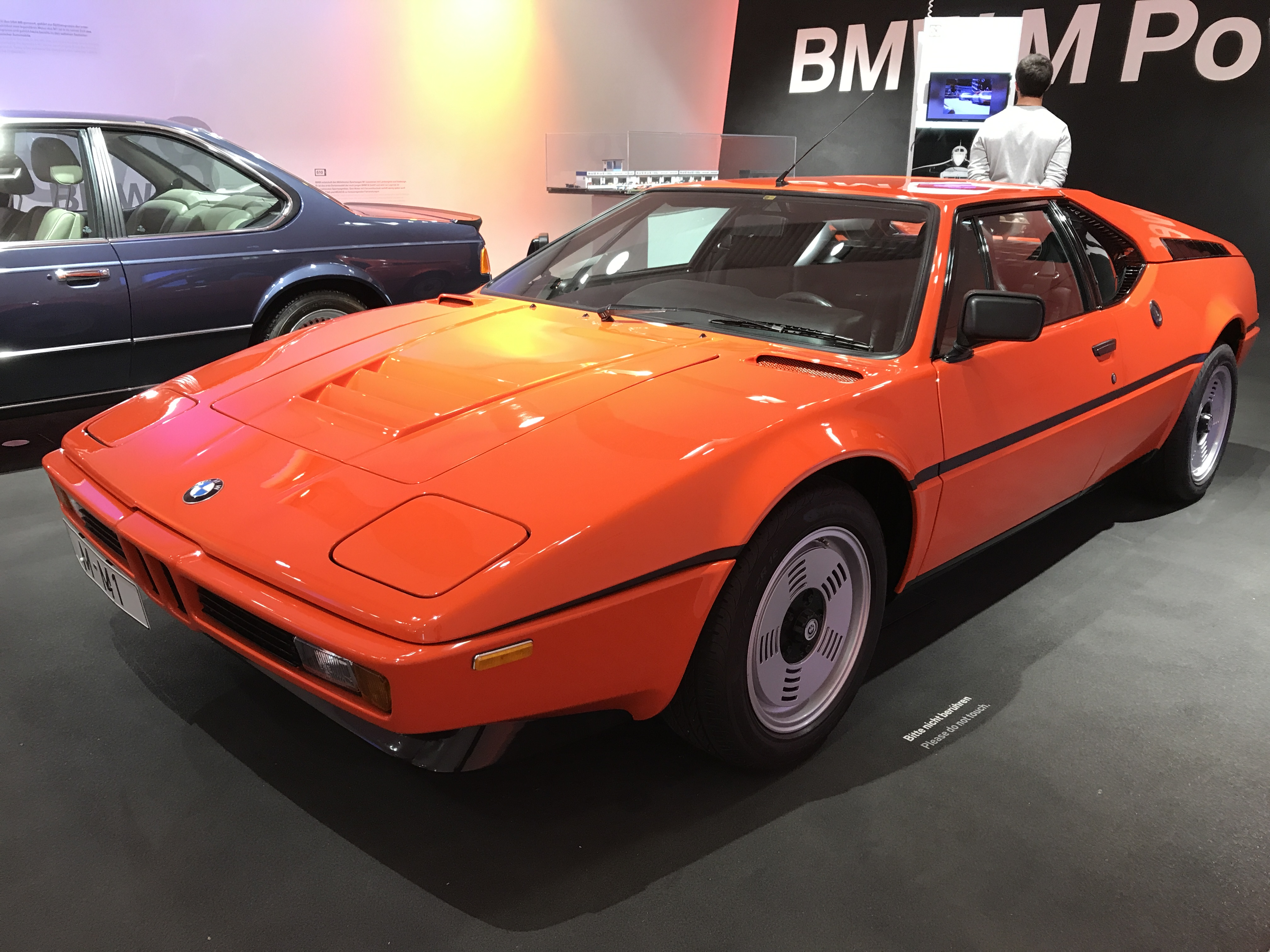
BMW M1 (1978)
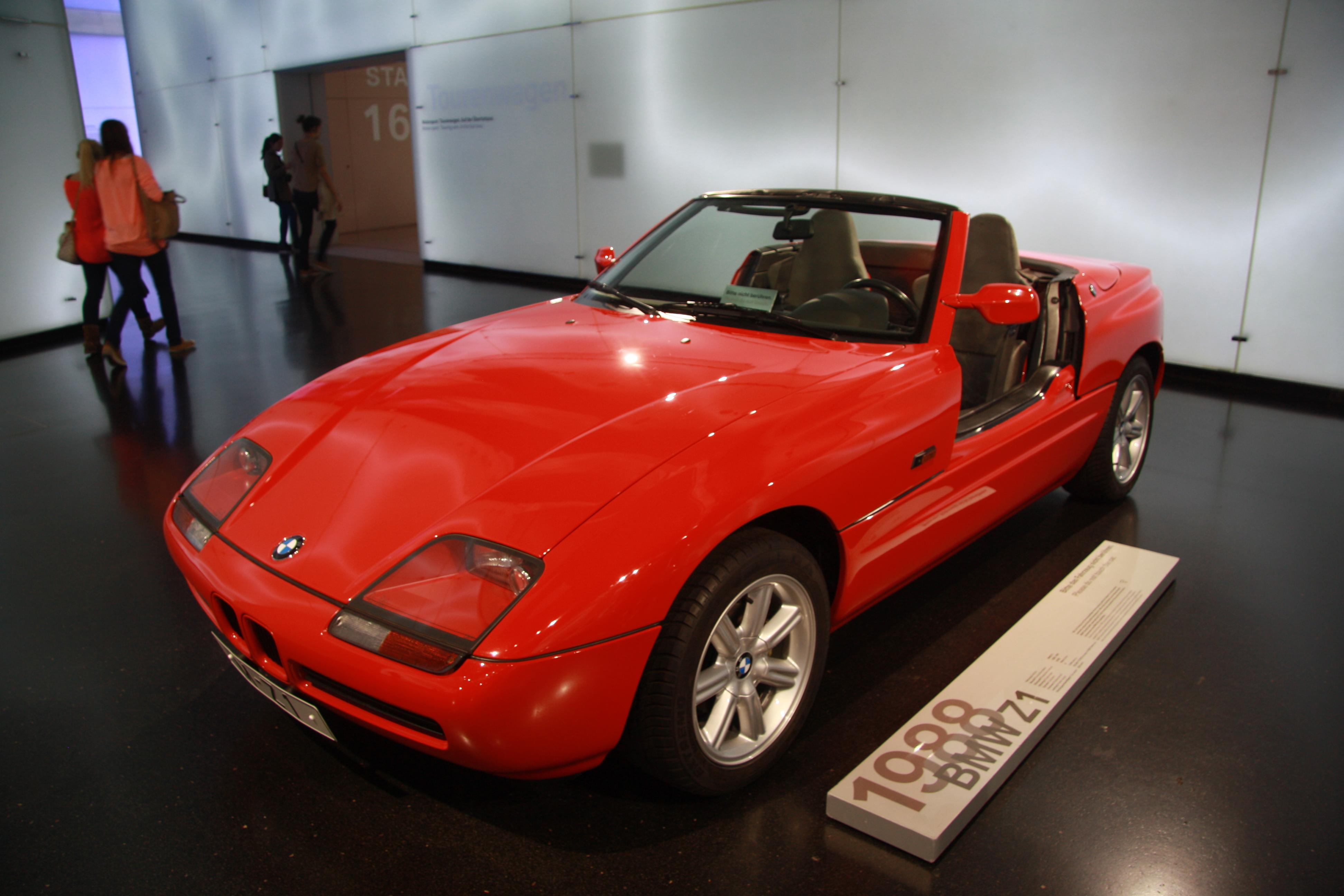
BMW Z1 (1988)
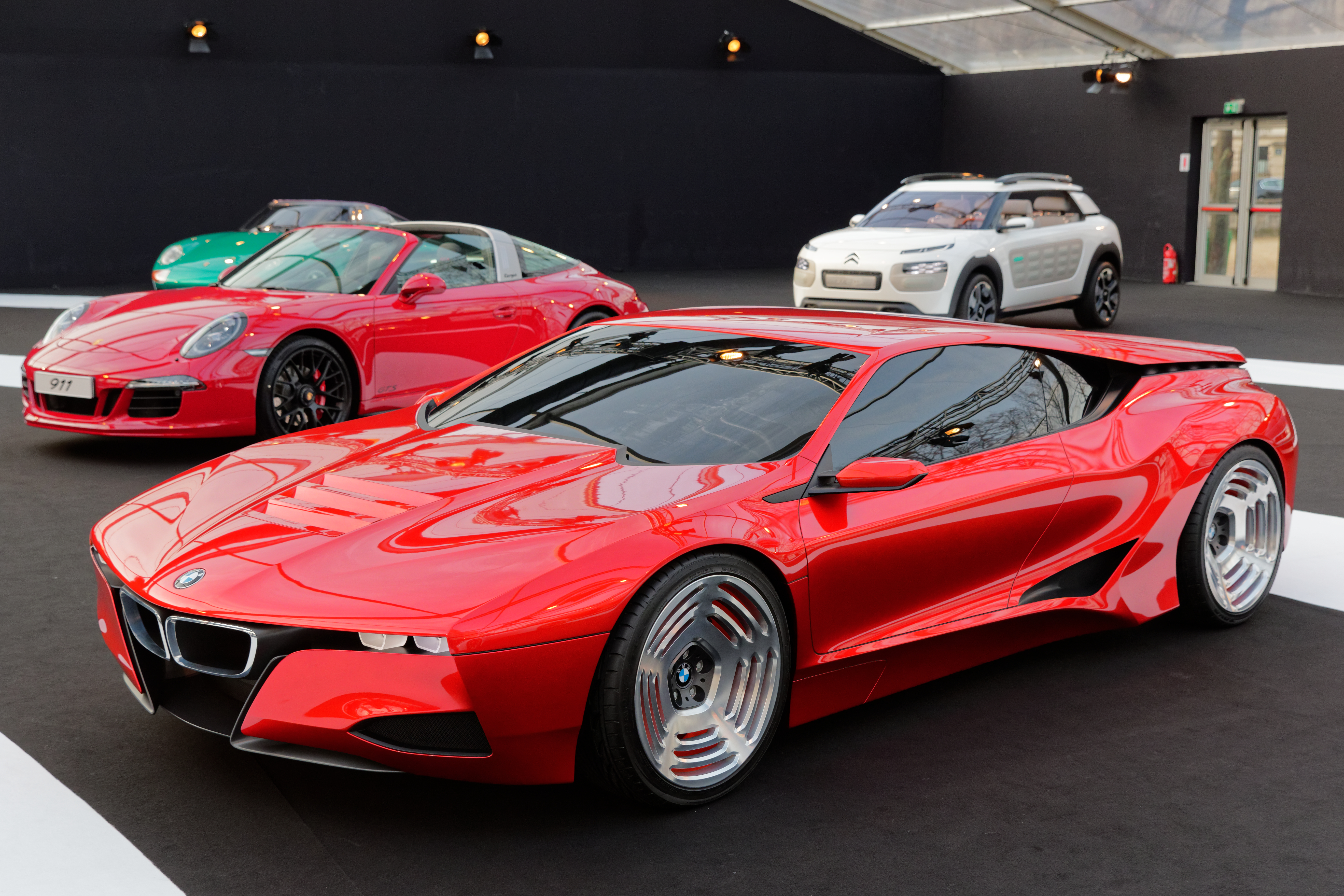
BMW M1 Hommage (2008)

Les 2 prototypes fabriqués sont à ce jour exposés au musée BMW de Munich, et à l'usine BMW de Spartanburg de Caroline du Sud aux États-Unis. Ils ont inspiré entre autres les futurs BMW M1 (1978-1981) de BMW M, BMW Série 8 (1989-1999), BMW Z1 (1988-1991) des BMW série Z, et BMW M1 Hommage (2008)...

## Spécifications techniques

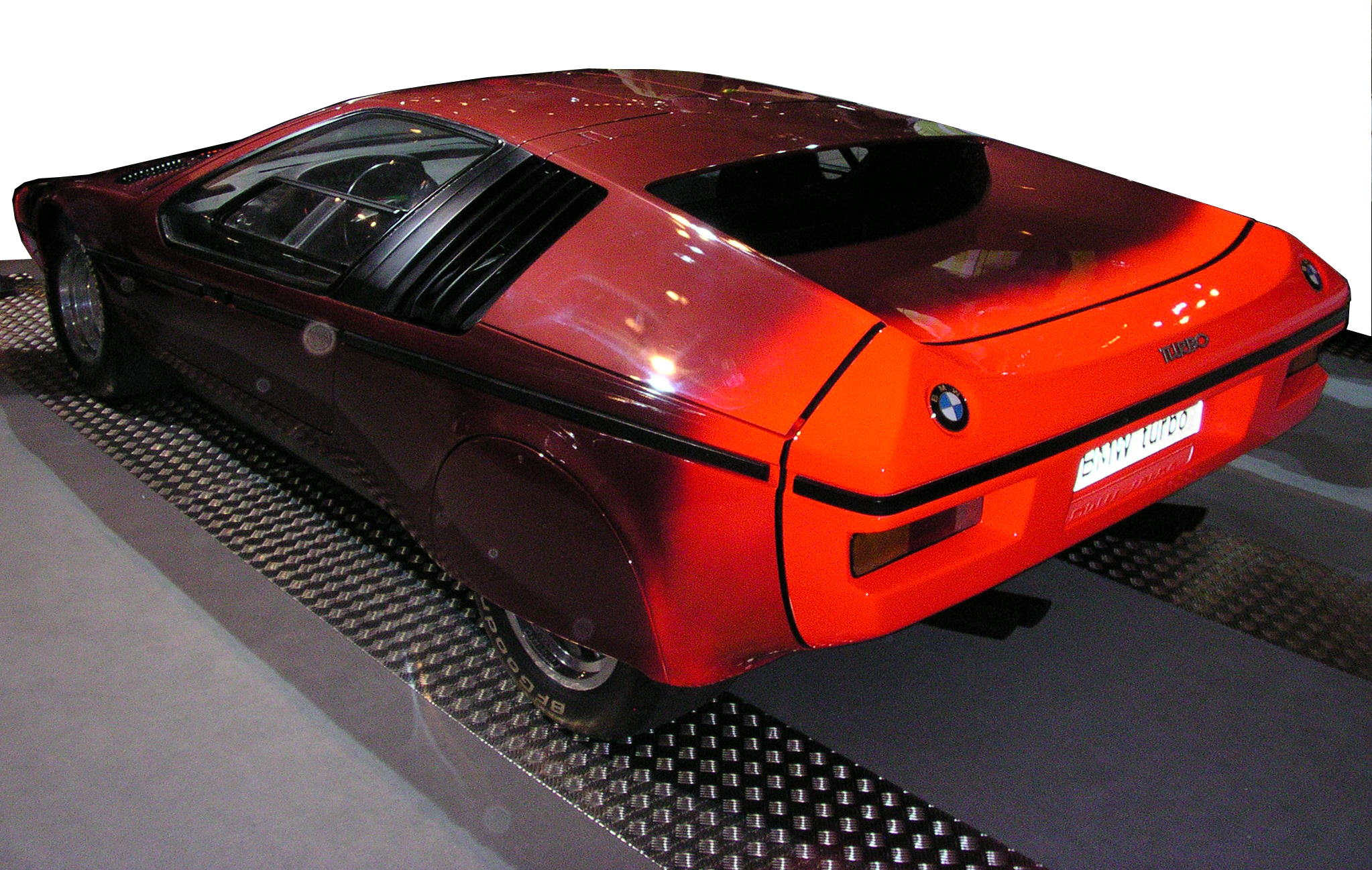
Vue arrière

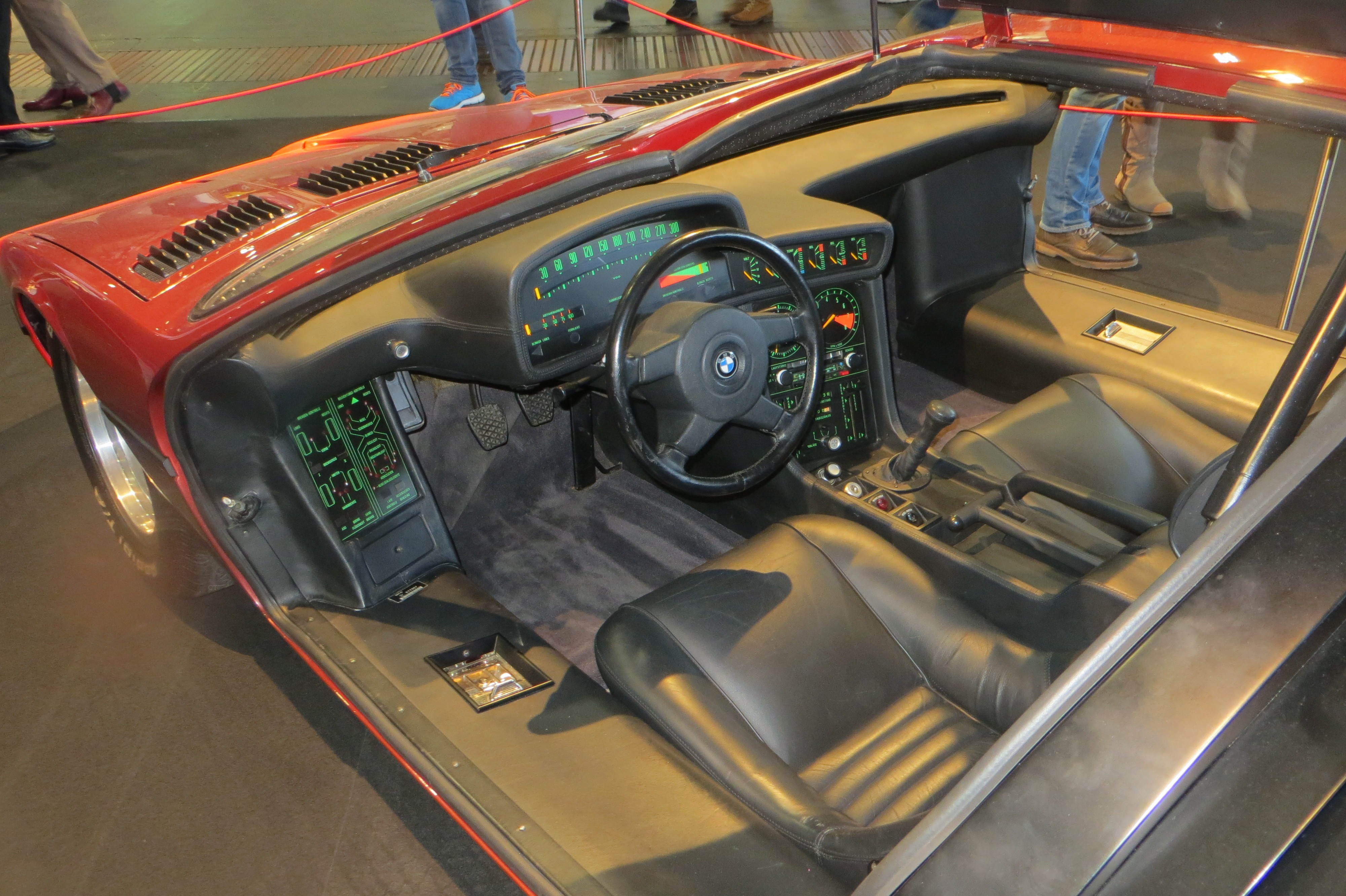
Poste de pilotage

- Moteur : moteur central quatre cylindres
- Cylindrée : 1 990 cm³
- Puissance : 206 kW/280 ch (suralimentation) à 7 100 tr/min
- Transmission : manuelle à quatre vitesses
- Vitesse de pointe : 250 km/h[4]
- 0 à 100 km/h : environ 6,6 secondes[4]
- Poids : 1 272 kg
- Longueur : 4 155 mm
- Largeur : 1 880 mm
- Hauteur : 1 100 mm
- Empattement : 2 400 mm
- Places : 2